# 주재현 (1991년)
주재현(朱宰玄, 1991년 4월 1일 ~ )은 대한민국의 축구 선수이다. 포지션은 미드필더이다.
매탄고를 졸업하고 K리그 드래프트 2010에서 수원 삼성 블루윙즈에 프로 직행 선수 자격으로 입단하였다.[1] 프로에 입단한 주 선수는 R리그 등지에서 2008-2011년까지 활동하였으나,차범근 감독이 물러나고 윤성효 신임 감독이 부임하면서 윤 감독에게 큰 인상을 심어주지 못해 시즌 중에 수원에서 퇴단하고 말았다. 이후 일 년 동안 공백기를 가지기도 했으나 ,연말에 독일로 건너가 2부리그 소속의 SSV 얀 레겐스부르크에 입단한 뒤, 2013-14 시즌 독일 4부의 북부 지역 리그에 참가하는 VfR 노이뮌스터에 입단하여 한 시즌 간 활동하고 은퇴하였다.